# Alexandr Bariatinski
Alexandr Ivanovich Bariatinski (1814 – 1879) foi um General e Marechal russo (desde 1859) e governador do Cáucaso.